# 21 Samodzielny Batalion Piechoty Zmotoryzowanej (Ukraina)
21 Samodzielny Batalion Piechoty Zmotoryzowanej „Sarmata” – batalion Wojsk Lądowych Ukrainy, podporządkowany 28 Samodzielnej Brygadzie Zmechanizowanej. Jako batalion obrony terytorialnej brał udział w konflikcie na wschodniej Ukrainie. Batalion stacjonuje w obwodzie chersońskim.

## Działania bojowe
Od końca czerwca 2014 roku batalion ochraniał obiekty strategiczne i granicę państwową w obwodzie chersońskim. 1 lipca jeden z jego żołnierzy zastrzelił się ze swojej broni służbowej. 10 listopada pięciu żołnierzy zabarykadowało się w swoim pokoju, zarzucając dowództwu kradzież ich mienia, degradowanie ich podczas przepustek bez wyjaśnień, zastraszanie i znęcanie się. Po przybyciu na miejsce dowództwa i sporządzeniu pisemnych wyjaśnień, trzech z nich umieszczono na dwie kolejne doby w nieogrzewanej piwnicy bez pożywienia. W pierwszej połowie grudnia żołnierze Sarmaty przeszli szkolenie na poligonie Szyrokyj Łan w obwodzie mikołajowskim. Zapowiedziano wysłanie ich do strefy walk, co nastąpiło 15 grudnia. Na początku lutego 2015 roku batalion stacjonował w okolicach Mariupola.